# Selago procera
Selago procera är en flenörtsväxtart som beskrevs av O.M. Hilliard. Selago procera ingår i släktet Selago och familjen flenörtsväxter. Inga underarter finns listade i Catalogue of Life.